# Université du Maine à Machias
L'université du Maine à Machias (en anglais : University of Maine at Machias, UMaine Machias ou UMM) est une université américaine située à Machias dans le Maine.